# Robbie Fitzgibbon
Robbie Fitzgibbon (* 23. März 1996 in Brighton; † 7. Oktober 2024) war ein irisch-britischer Leichtathlet, der sich auf den 1500-Meter-Lauf spezialisiert hatte.

## Sportliche Laufbahn
Robbie Fitzgibbon trat seit 2012 in Wettkämpfen auf der Mittelstrecke an. 2014 verbesserte er seine 1500-Meter-Bestzeit auf 3:46,27 min. Er gewann im März die Bronzemedaille bei den britischen U20-Hallenmeisterschaften und belegte im Sommer zudem den sechsten Platz bei den britischen U23-Meisterschaften, jeweils im 1500-Meter-Lauf. 2015 trat er bei den U20-Europameisterschaften in Eskilstuna an, bei denen er in das Finale einzog und den sechsten Platz belegte. 2016 belegte er den vierten Platz bei den Britischen Hallenmeisterschaften. Im Juni 2017 stellte Fitzgibbon mit 3:36,97 min eine neue persönliche Bestleistung auf, die er seitdem nicht unterbot. Einen Monat später zog er bei den Britischen Meisterschaften erstmals in das Finale ein, in dem er Neunter wurde. Zwei Wochen später belegte er im Finale bei den U23-Europameisterschaften in Bydgoszcz den achten Platz. 2019 belegte Fitzgibbon den fünften Platz bei den Britischen Hallenmeisterschaften. Anfang März nahm er in Glasgow bei den Halleneuropameisterschaften an seinen ersten internationalen Meisterschaften bei den Erwachsenen teil. Dabei gelang es ihm, in das Finale einzuziehen, in dem er den achten Platz belegte.
Ab 2022 war er für Irland startberechtigt und belegte Ende Februar den sechsten Platz über 3000 Meter bei den Irischen Hallenmeisterschaften. Nach einer Knöchelverletzung im selben Jahr fand Fitzgibbon nicht mehr zu seinem früheren Wettkampfniveau zurück. Er hatte zuletzt für den Brighton Marathon trainiert, um auf diese Weise eine britische Organisation zu unterstützen, die sich für mentale Gesundheit einsetzt.

## Wichtige Wettbewerbe
| Jahr                                | Veranstaltung                       | Ort                                 | Platz                               | Disziplin                           | Zeit                                |
| Startete für Vereinigtes Königreich | Startete für Vereinigtes Königreich | Startete für Vereinigtes Königreich | Startete für Vereinigtes Königreich | Startete für Vereinigtes Königreich | Startete für Vereinigtes Königreich |
| ----------------------------------- | ----------------------------------- | ----------------------------------- | ----------------------------------- | ----------------------------------- | ----------------------------------- |
| 2015                                | U20-Europameisterschaften           | Eskilstuna                          | 6.                                  | 1500 m                              | 3:50,67 min                         |
| 2017                                | U23-Europameisterschaften           | Bydgoszcz                           | 8.                                  | 1500 m                              | 3:50,07 min                         |
| 2019                                | Halleneuropameisterschaften         | Glasgow                             | 8.                                  | 1500 m                              | 3:47,08 min                         |

## Persönliche Bestleistungen
Freiluft
- 1500 m: 3:36,97 min, 2. Juni 2017, Nijmegen
- 3000 m: 7:59,64 min, 18. August 2018, Göteborg

Halle
- 1500 m: 3:42,0 min, 30. Januar 2019, Reims
- 3000 m: 8:07,20 min, 25. Januar 2018, Ostrava